# Jutas
Jutas, Jutocsa (zm. przed 945) – wódz węgierski z dynastii Arpadów.
Czwarty syn Arpada. Gdy Węgrzy zajęli Panonię, koczowisko Justasa znajdowało się wzdłuż rzeki Sárvíz.
Synem Jutasa był Fajsz. Wywodząca się od Jutasa linia Arpadów została odsunięta od rządów w 955 roku po klęsce Węgrów pod Augsburgiem.